# Wilhuff Tarkin
Pour les articles homonymes, voir Tarkin.
Personnage de fiction apparaissant dans
Star Wars.
Wilhuff Tarkin, « Grand Moff » de l'Empire galactique, est un personnage de la saga Star Wars qui apparaît dans les épisodes III, IV et Rogue One, ainsi que dans les séries The Clone Wars, The Bad Batch et Rebels. Le roman Tarkin, écrit par James Luceno, lui est entièrement consacré. Il est l'homme de confiance de Palpatine durant la guerre des clones, et plus encore durant l'apogée de l'Empire.

## Biographie fictive
Wilhuff Tarkin est originaire d'Eriadu, descendant d'une riche famille de militaires. Son père était un général qui siégeait au Sénat galactique de la République. Le jeune Tarkin suivit les traces de son père et devint un militaire influent.

### Durant la guerre des clones
Pendant la guerre, Tarkin était le capitaine du vaisseau-amiral du maître Jedi Even Piell, avant qu'ils ne soient capturés,. Il fit la rencontre du chevalier Jedi Anakin Skywalker quand celui-ci vint le libérer d'une prison nommée La Citadelle, sur Lola Sayu. Durant leur fuite, ils eurent plusieurs conversations et s'entendirent sur plusieurs points, notamment en parlant des limitations que le Code Jedi imposait à la guerre côté républicain,. Il n'eut aucune émotion lorsque Even Piell fut tué, mais éprouva tout de même une certaine gratitude lorsque Ahsoka Tano lui sauva la vie et que Saesee Tiin attaqua massivement la planète dans le but de le secourir.
Plus tard durant la guerre des clones, Tarkin fut promu amiral de la Marine républicaine. Sur demande du chancelier Palpatine, il dirigea l'enquête sur Ahsoka Tano, alors soupçonnée d'avoir commandité l'attentat du temple Jedi et d'avoir assassiné la prisonnière Letta Turmond. Une fois Tano capturée, il prit le rôle d'avocat de l'accusation lors de son procès, tandis que la Sénatrice Padmé Amidala prit celui de la défense et le chancelier celui de juge suprême. Tarkin n'épargne pas la jeune Togruta, l'accablant de tous les torts. Même lorsque Anakin Skywalker interrompt l'audience pour présenter la véritable coupable, Tarkin ne montra aucune compassion envers l'ex-accusée.

### Sous l'Empire
Wilhuff Tarkin fut nommé à la tête du projet « Étoile de la mort » par l'Empereur Palpatine lui-même aux derniers instants de la guerre des clones,.
Il fut l'auteur d'un massacre sur la planète Ghorman, lors duquel il avait fait atterrir un croiseur impérial sur une foule de manifestants, causant plus de 100 000 morts. Cet acte constitue le fondement de la doctrine de Tarkin consistant à annihiler toute contestation, y compris par le terrorisme d'État. Il croyait ainsi en la maîtrise de la galaxie par la peur. « Gouverner par la peur de la force plutôt que par la force elle-même », telle était sa devise.
Durant l'ère impériale, Tarkin dut se rendre en personne sur la planète Lothal afin de superviser la traque du Jedi en fuite Kanan Jarrus, leader d'une cellule rebelle. Une fois capturé, il l'interrogea à bord de son Destroyer qu'il plaça en orbite de Mustafar,. Cependant, les rebelles réussirent à libérer le Jedi et à s'échapper en détruisant le vaisseau impérial, Tarkin ayant évacué à temps les lieux. Par la suite, il soutient le Grand Amiral Thrawn dans son projet de production des TIE Defenders, jusqu'à l'abandon du projet au profit du programme « énergétique »,.

### Commandement de l’Étoile de la mort et mort
Bien que le directeur Orson Krennic ait supervisé la construction de l'Étoile de la mort, Tarkin en prend le commandement lors d'un essai sur la lune de Jedha, considérant le directeur incapable de continuer en raison de récentes fuites d'informations de l'arme aux rebelles. Quand ces derniers investissent la base impériale de Scarif pour récupérer les plans de l'arme, Tarkin utilise l'Étoile de la mort pour la détruire, tuant les rebelles et Krennic, qui s'y trouvait également. 
Mais malgré cela, les rebelles ont réussi à transmettre les plans, et Dark Vador est envoyé par Tarkin récupérer les plans de l'Étoile de la mort, conduisant à la capture et à la détention de la princesse Leia Organa à bord de l'Étoile de la mort. Toutefois, lors d'un interrogatoire, celle-ci ne parle pas. Ainsi, il fait la démonstration de sa toute nouvelle station spatiale de combat en détruisant la planète Alderaan sous les yeux de Leia. Par la suite, un groupe d'individus mené par Luke Skywalker infiltre la station, libère la princesse et s'enfuit. 
Néanmoins, Tarkin suit leur trace jusqu'à la base de Yavin 4. Tandis que l'arme se met progressivement en orbite de la lune en vue de la détruire, un raid aérien rebelle attaque la station peu défendue, ce qui oblige Vador à prendre le commandement des chasseurs TIE. Cependant, au cours de la bataille de Yavin, alors que Tarkin s'apprête à détruire Yavin 4, Luke Skywalker tire dans le conduit du réacteur (comme montré dans les plans volés), faisant exploser l'Étoile de la mort. Tarkin y périt.

## Concept et création

### Interprétation
Dans Un nouvel espoir (1977), sa première apparition dans la saga, il est interprété par l'acteur britannique Peter Cushing. Mort en 1994, Wayne Pygram lui succède pour la brève apparition du personnage dans l'épisode III (2005).
Pour le film Rogue One (2016) qui se déroule avant l'épisode IV, Guy Henry interprète Tarkin devant la caméra, mais le visage de Peter Cushing a été recréé numériquement en post-production par le studio Industrial Light & Magic,. Il a été choisi grâce à sa ressemblance avec Cushing, que ce soit au niveau physique ou dans la manière de s'exprimer. Guy Henry devait porter un matériel de capture de mouvement et a étudié les différents tics de Cushing.
Pour ce qui est de ses apparitions dans les différentes œuvres d'animation ; The Clone Wars (2011-2013), Rebels (2015-2018) et The Bad Batch (2021-2024), c'est le comédien Stephen Stanton (en) qui lui prête sa voix.
Dans les jeux vidéo, il est interprété par Nick Jameson dans Star Wars: X-Wing (1993) et Paul Darrow dans Star Wars: Empire at War (2006),.

#### Voix francophones

##### Voix françaises
- Pierre Laurent[22] : The Clone Wars (voix 1), Rebels, The Bad Batch
- Guy Chapelier[22] : The Clone Wars (voix 2)
- Christian Gonon : Rogue One
- Henri Virlogeux : Un nouvel espoir

##### Voix québécoises
Aucune version québécoise n'existe pour la trilogie originale. Jean-Luc Montminy l'a doublé dans Rogue One.